# Stela z Tel Dan
Stela z Tel Dan – bazaltowa stela znaleziona podczas prac wykopaliskowych na stanowisku archeologicznym Tel Dan w 1993 i 1994 roku w północnym Izraelu. Stela ta pochodzi z IX wieku p.n.e. Tekst został zapisany w języku aramejskim. Jest to prawdopodobnie triumfalna inskrypcja, w której Chazael, król Aramu-Damaszku, chwali się swoimi zwycięstwami nad królem Izraela i jego sojusznikiem, królem z „Domu Dawida” (‏ביתדוד‎). Stela stanowi najstarsze pozabiblijne źródło, w którym pojawia się imię króla Dawida.

## Okoliczności odkrycia
W lipcu 1993 roku w trakcie prac archeologicznych prowadzonych na stanowisku archeologicznym Tel Dan w północnym Izraelu przez zespół archeologów z Hebrew Union College w Jerozolimie odnaleziony został w ruinach odsłoniętego muru nieduży, mający 32 cm wysokości i 22 cm szerokości, fragment inskrybowanej skały. Fragment ten, znany obecnie jako fragment A, stanowił pierwotnie część większej, rozbitej już w starożytności steli. 
W czerwcu następnego roku odnaleziono jeszcze dwa inne inskrybowane kamienne fragmenty, które oznaczono B1 (20 cm wysokości i 14 cm szerokości) i B2 (10 cm wysokości i 9 cm szerokości). Wszystkie trzy fragmenty wykonane były z tego samego, występującego lokalnie bazaltu, miały identyczny kolor oraz taką samą grubość. Wskazywało to, że stanowiċ one musiały fragmenty tego samego zabytku. Fragment B2 łączy się z dolną częścią fragmentu B1 i razem zdają się stanowić część lewej strony steli. Fragment A, nie łączący się z fragmentami B1/B2, wydaje się stanowić część jej prawej strony. 
Stela ta została ponownie wykorzystana jako materiał budowlany przy stawianiu późniejszego muru. Z tego względu została znaleziona blisko jego fundamentów. Pierwotna wielkość artefaktu nie jest znana, nie wiadomo również, w której jej części znajdowała się zachowana inskrypcja. Zachowała się jedynie prawa krawędź, inne zostały obtłuczone. Ocenia się, że jej oryginalne rozmiary to 1 metr wysokości na około 50 cm szerokości.
Stela z Tel Dan wywołała wiele dyskusji, a nawet pojawiły się oskarżenia izraelskiego archeologa Avrahama Birana o fałszerstwo. Obecnie jednak jest ona uważana za autentyczny dokument odnoszący się do dynastii Dawida oraz aramejskiego królestwa Damaszku.
Stela z Tel Dan jest przechowywana w Muzeum Izraela w Jerozolimie (Bronfman Archaeology Wing).

## Inskrypcja

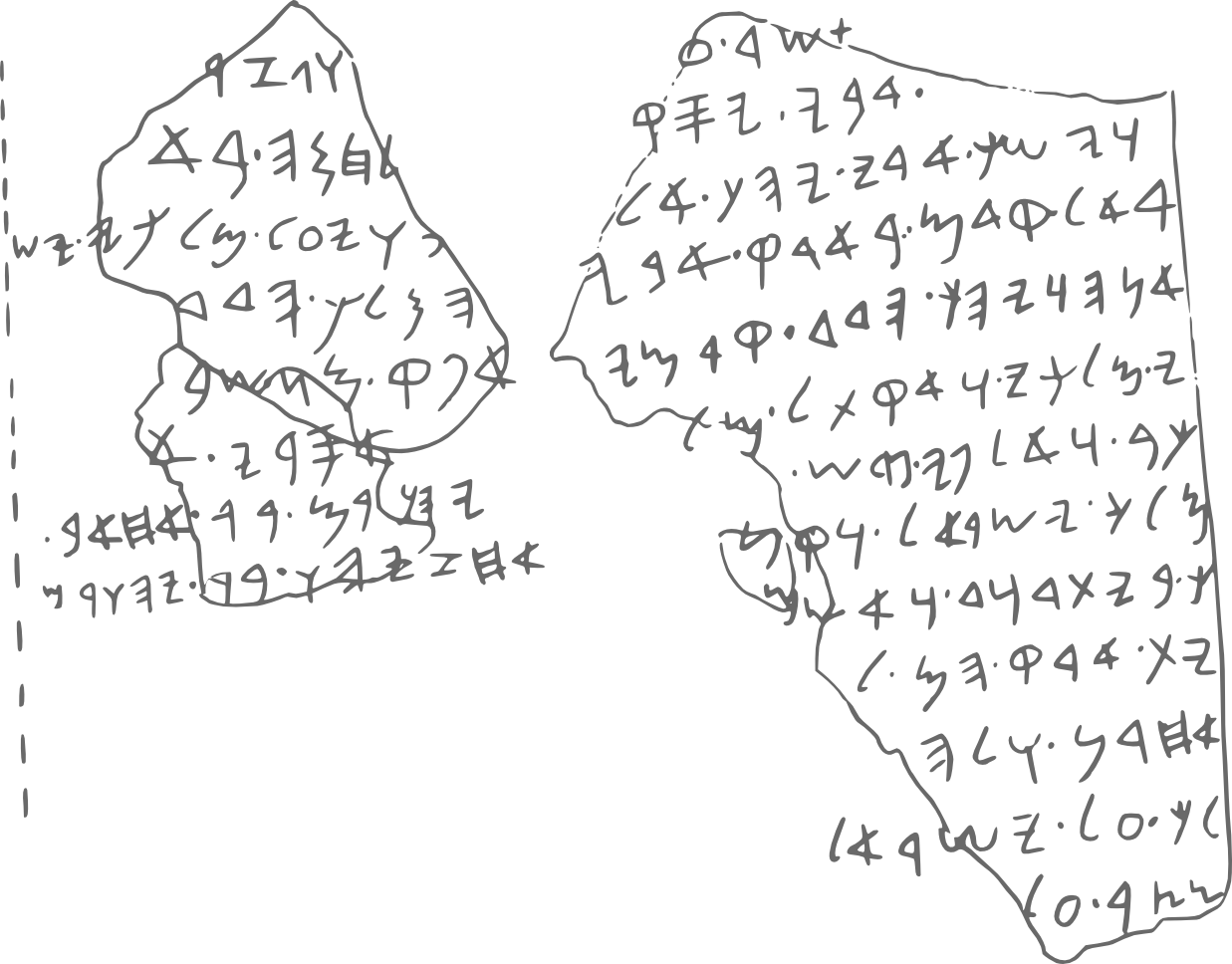
Aramejskie inskrypcje na steli z Tel Dan

Inskrypcja na steli zapisana jest w języku aramejskim, abdżadem fenickim a niemal wszystkie słowa w niej oddzielone są od siebie kropką. Zawiera ona 13 częściowo zachowanych linijek tekstu. Transkrypcja tekstu z pisma fenickiego na pismo hebrajskie:
1. [ ]א]מר.ע[      ]וגזר          ]
2. [ ]אבי.יסק[.עלוה.בה]תלחמה.בא---      ]
3. וישכב.אבי.יהך.אל[.אבהו]ה.ויעל.מלכי[ יש]
4. ראל.קדם.בארק.אבי[.ו]יהלך.הֲדַד[.]א[יתי]
5. אנה.ויהך.הֲדַד.קדמי[.ו]אפק.מן.שבע[ת---]
6. י.מלכי.ואקתל.מל[כן.שב]ען.אסרי.א[לפי.ר]
7. כב.ואלפי.פרש.[קתלת.אית.יהו]רם.בר[אחאב.]
8. מלך.יִשְׂרָאֵל.וקתל[ת.אית.אחז]יהו.בר[יהורם.מל]
9. ך.ביתדוד.ואשם.[אית.קרית.הם.חרבת.ואהפך.א]
10. ית.ארק.הם.ל[ישמן                   ]
11. אחרן.ולה[...                ויהוא.מ]
12. לך.על.יש[ראל...               ואשם.]
13. מצר.ע[ל.
Tekst polski:

1. [...] i przeciął [...]
2. [...] mój ojciec stanął [przeciw niemu] i walczył w [...]
3. I mój ojciec położył się, odszedł do swoich [przodków]. I król I[z-]
4. raela wszedł już wcześniej w kraj mego ojca. [I] Hadad uczynił mnie królem.
5. I Hadad szedł przede mną [i] odszedłem od [tych] siedmiu [...-]
6. -ów mojego królestwa i zabiłem [siedem]dziesięciu król[ów], którzy mieli tysią[ce rydwa -]
7. -nów i tysiące jeźdźców. [I zabiłem Jo]rama syna [Achaba]
8. króla Izraela i zabiłem [Ochoz]jasza syna [Jorama król-]
9. -a z domu Dawida. I zamieniłem [ich miasta w ruiny i zamieniłem]
10. ich ziemię w [pustkowie]
11. inni [... i Jehu rzą-]
12. -dził ponad Iz[realem ...   I rozpocząłem]
13. oblężenie [...]

Inskrypcja przedstawia z perspektywy aramejskiej konflikty między Izraelem i Aramejczykami, znane ze Starego Testamentu. Z zachowanych fragmentów wynika, że Chazael doprowadził do śmierci króla izraelskiego Jorama, syna Achaba, a także króla judzkiego Ochozjasza, syna Jorama z dynastii Dawida.
W początkowych linijkach zachowanego tekstu (linijki 1–2) jego autor, król aramejski, opisuje wcześniejszy konflikt z królestwem Izraela za czasów swego ojca. Dalej stwierdza, iż po śmierci ojca (linijka 3.) bóg Hadad, semicki bóg burzy, uczynił go królem (linijka 4.). W kolejnych linijkach chełpi się tym, jak z pomocą boga Hadada, „kroczącego” na czele jego armii (linijka 5.), pokonał 70 królów (linijka 6,) oraz zabił króla Izraela i króla z „domu Dawida” (linijki 7–9). Reszta tekstu jest bardzo fragmentarycznie zachowana, ale wydaje się dotyczyć konfliktu z Jehu, kolejnym królem Izraela. Stela z Tel Dan nawiązuje do panowania kilku królów wymienionych w Biblii: Ben-Hadada, Chazaela, Jorama, Achaba, Ochozjasza, Dawida i Jehu.

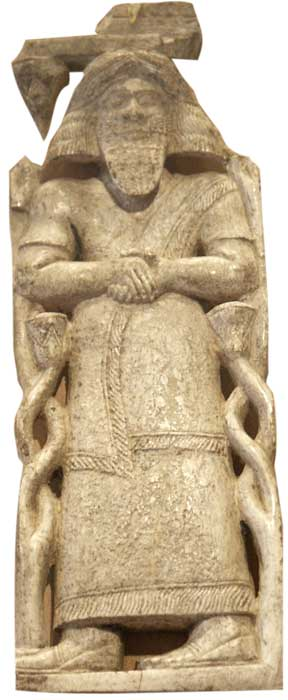
Płytka z kości słoniowej przedstawiająca najprawdopodobniej króla Chazaela. Wraz z innymi przedmiotami z kości słoniowej płytka ta stanowiła część łupu zabranego przez Asyryjczyków z pałacu Chazaela w Damaszku. Znaleziona w Arslan Tash (starożytne Hadatu) w Syrii, obecnie w zbiorach Luwru.

## Autor inskrypcji
Identyfikacja autora inskrypcji na steli stała się możliwa dzięki temu, iż zachowały się częściowo imiona ranionych przez niego królów Izraela i Judy. Zachowany koniec imienia króla Izraela brzmi '...-ram' (końcówka używana w semickich imionach głównie sławiących jakąś osobę), natomiast koniec imienia króla Judy brzmi '...-jahu' (końcówka teoforycznych imion hebrajskich, pochodząca od imienia Jahwe). Sytuacja gdy nad Izraelam władali dwaj królowie o takich końcówkach imion zdarzyła się tylko raz, gdy królem Izraela był Joram, syn Achaba, a królem Judy był Ochozjasz. Dodatkowym potwierdzeniem prawidłowości odczytania inskrypcji jest występowanie w niej po końcówce '-ram' zwrotu 'syn A[...]'. Aramejskim królem w tym czasie był Chazael i to jego zwykle wymienia się jako tego, który kazał wystawić stelę zwycięstwa.

## Znaczenie inskrypcji
Odkrycie fragmentu A w 1993 roku wywołało sensację z powodu znajdującego się w inskrypcji odniesienia do „domu Dawida” (bjtdwd). Był to pierwszy przypadek, gdy wzmianka o królu „Dawidzie” czy też „domu Dawida” pojawiła się w źródle pozabiblijnym. Niektórzy uczeni wprawdzie postulowali, iż zwrot bjtdwd (ביתדוד) mógł zostać tu źle przetłumaczony, znaczyć coś innego (np. „dom boga Doda” lub „dom naczyń”) czy też być nazwą miejsca, ale większość uczonych zgodziła się jednak z tym, iż „dom Dawida” był najbardziej prawdopodobnym odczytem tego zwrotu. Nazwa ta blisko koresponduje z podobnymi nazwami ówczesnych dynastii, np. „bet-Rechob”, czyli „dom Rechoba”, którą stosowano wobec władców aramejskich (2 Sm 8,3.12), potomków założyciela dynastii – Rechoba, czy asyryjska nazwa dynastii izraelskiej założonej przez Omriego, zwanej „domem Omriego” (bit-humri). Nazwa „dom Omriego” wobec Izraela, a „dom Dawida” wobec Judei, pokrywa się z biblijną relacją o podziale królestwa Dawida i Salomona na królestwo północne i południowe. Ponieważ niektórzy uczeni nie uznają biblijnego króla Dawida za postać historyczną, odkrycie inskrypcji ze zwrotem „dom Dawida” pozwoliło wzmocnić tezę o historyczności tej postaci. Archeolog Israel Finkelstein napisał: „Dzięki odkryciu z Tel Dan twierdzenia minimalistów, jakoby historie biblijne były późnym, twórczym wymysłem, a Dawid postacią fikcyjną, okazały się bezpodstawne. Informacja o dynastii Dawida poświadcza istnienie linii królów, którzy już w IX wieku p.n.e. powoływali się na pochodzenie od Dawida. Jak to czyniono w tej epoce, Chazael określił kraj imieniem założyciela jego panującej dynastii”. 
Identyfikacja aramejskiego króla z inskrypcji z Chazaelem postawiła przed uczonymi dwa problemy. Po pierwsze, zarówno przekaz biblijny jak i źródła asyryjskie podają, iż Chazael nie wywodził się z rodu królewskiego, ale był uzurpatorem. Źródła asyryjskie nazywają go „synem nikogo”, podczas gdy Biblia (2 Krl 8,7-15) opisuje, jak przejął tron zabijając swego poprzednika Ben-Hadada II. W inskrypcji jednak autor wyraźnie daje do zrozumienia, iż jego ojciec był królem. Niektórzy uczeni uważają, iż wzmianka w inskrypcji o ojcu miała uwiarygodnić w oczach poddanych jego prawa do tronu, choć w rzeczywistości jako uzurpator ich nie miał. Inni badacze sugerują, iż mógł on być spokrewniony z domem królewskim w Damaszku albo też, że mógł być synem władcy innego kraju. Drugi problem związany z identyfikacją króla z inskrypcji z Chazaelem dotyczy twierdzenia autora, iż zabił on królów Jorama i Ochozjasza. Według przekazu biblijnego (2 Krl 9-10) władców tych zabić miał bowiem Jehu, generał w armii Jorama, a nie Chazael. Prawdopodobnie Chazael traktował Jehu jako swojego wasala i był z nim sprzymierzony, dlatego mógł sobie przypisać jego osiągnięcia. O tym, że tak było może świadczyć fakt, że kiedy Jehu stał się królem izraelskim szukał protekcji przed królem aramejskim u Salmanasara III, któremu złożył trybut, jak to ukazuje asyryjski Czarny Obelisk. Zdaniem innych uczonych autor biblijny mógł pomieszać historyczne wydarzenia i przypisać Jehu zabójstwo obu królów, łącząc ich śmierć w bitwie przeciw Chazaelowi z przewrotem Jehu, w którym śmierć ponieśli przedstawiciele domu Omriego.